# Мак, Джон Эдвард
Джон Эдвард Мак (англ. John Edward Mack; 4 октября 1929, Нью-Йорк — 27 сентября 2004, Лондон) — американский психиатр. Профессор Гарварда, доктор медицины (1955). Лауреат Пулитцеровской премии (1977).

## Жизнь и творчество
Окончил Оберлинский колледж (1951). Степень доктора медицины cum laude получил в Гарварде в 1955 году. Получил сертификат Бостонского психоаналитического общества-института.
В своей клинической работе занимался исследованием снов, кошмарных сновидений и самоубийств среди подростков.
В 1983 г. основал Центр психологии и социальных перемен, в настоящее время называющийся Институтом Джона Мака.
Лауреат Пулитцеровской премии 1977 года за биографию Т. Э. Лоуренса.